# Africell Bakau
Africell Bakau – gambijski klub piłkarski mający siedzibę w mieście Bakau. Drużyna obecnie występuje w 1. lidze.